# United Motors Lanka
United Motors Lanka PLC ist ein Automobilhändler und -hersteller mit Sitz in Colombo auf Sri Lanka. Daneben vertreibt das Unternehmen Autoteile wie beispielsweise Reifen (Yokohama) und Schmierstoffe (Valvoline).

## Geschichte
Das Unternehmen wurde 1945 als Handelsunternehmen gegründet. Am 8. März 1972 wurde es verstaatlicht und als Government Owned Business Undertaking (GOBU) United Motors weitergeführt. Seit 1985 ist es die Alleinvertretung für Mitsubishi-Fahrzeuge auf Sri Lanka. Im Jahr 1989 wurde United Motors als erstes GOBU privatisiert und dementsprechend am 9. Mai 1989 in United Motors Lanka Limited umbenannt. Am 30. August 2007 wurde er nach dem neuen Handelsgesetz als United Motors Lanka PLC registriert.
Im Oktober 2002 übernahm UML die Unimo Enterprises Limited, die eine Zulassung für die Montage von Fahrzeugen innehat. Im Dezember 2009 eröffnete UML ein lokales Montagewerk für den SUV Zotye Nomad, im März 2014 ein weiteres Montagewerk in Ranala.
In den Geschäftsjahren 2011/12 und 2012/13 hatte das Unternehmen einschließlich seiner Tochtergesellschaften mehr als 1000 Mitarbeiter.
UML wurde 2013 und 2014 von Business Today zu den branchenübergreifend 25 wichtigsten Unternehmen auf Sri Lanka gezählt. United Motors hat Niederlassungen in Anuradhapura, Kandy, Kurunegala, Matara, Nugegoda, Nuwara Eliya, Ratnapura und Jaffna. Zu den Tochtergesellschaften zählen Unimo Enterprises Limited, Orient Motor Company Limited und UML Property Developments Limited. United Motors Lanka ist seit Ende 2017 mehrheitlich im Besitz der RIL Property PLC. Im März 2018 veräußerte UML seine 2003 erworbene 50%ige Beteiligung an dem zur TVS Group gehörenden Unternehmen TVS Lanka.

## Marken und Modelle
Neben Mitsubishi vertreibt UML die Marken Perodua (seit 1997), Brilliance (seit 2015/16) und Zotye (seit 2007) sowie Nutzfahrzeuge von JMC (seit 2007), Dongfeng (seit 2011) und Fahrzeuge von SAIC/MG (seit 2014).
Die Anzahl der verkauften Fahrzeuge sank zuletzt aufgrund geänderter Zoll- und Steuervorschriften von 86.880 (2015/16) auf 50.410 Stück (2016/17). Im Geschäftsjahr 2016/17 hat die Tochtergesellschaft Unimo Enterprises 1130 chinesische Fahrzeuge der Marken DFSK und Zotye montiert.